# Vol United Airlines 93
Le 11 septembre 2001, le vol United Airlines 93  effectué sur un Boeing 757-200, est détourné par quatre terroristes d'Al-Qaïda et s'écrase au sol en Pennsylvanie après que les passagers, informés des attaques du World Trade Center et du Pentagone, ont tenté d'en reprendre les commandes. Cette révolte force les terroristes à s'écraser prématurément, tuant les 44 personnes à bord.
Ce vol transcontinental quotidien d'United Airlines reliait l'aéroport international Liberty de Newark, près de New York, et l'aéroport international de San Francisco en Californie. Après trois quarts d'heure de vol, les pirates de l'air blessent plusieurs membres d'équipage et passagers, entrent de force dans le cockpit, et maîtrisent le commandant de bord et le copilote. Ziad Jarrah, un membre d'Al-Qaida et pilote entraîné, en prend les commandes.
L'appareil s'écrase près de Shanksville en Pennsylvanie à 10 h 03 locales. Les interrogatoires de Khalid Cheikh Mohammed ont amené les autorités américaines à affirmer que la cible de l'avion était le Capitole. Des quatre avions détournés le 11 septembre, c'est le seul appareil à ne pas avoir atteint sa cible. L'ensemble des passagers de l'appareil reçurent à titre posthume la Médaille d'or du Congrès, la plus haute distinction civile des États-Unis, pour leur bravoure.

## Terroristes
- Ziad Jarrah  Liban, pilote, siège 01B
- Saeed al-Ghamdi  Arabie saoudite, siège 03D
- Ahmed al-Haznawi  Arabie saoudite, siège 06B
- Ahmed al-Nami  Arabie saoudite, siège 03C

Jarrah est le seul des pirates de l'air à n'avoir jamais vécu avec les autres terroristes : il maintient des relations avec sa famille et sa fiancée. Ce comportement irrite Mohammed Atta, qui veut le remplacer par Zacarias Moussaoui. La famille de Jarrah continue toujours à déclarer qu'il est un « passager innocent » à bord du vol 93. Selon la commission d'enquête[réf. nécessaire], Jarrah n'a aucune expérience de pilotage d'un avion de ligne avant le 11 septembre.
Les passeports de Jarrah et Ghamdi sont retrouvés sur le site du crash.

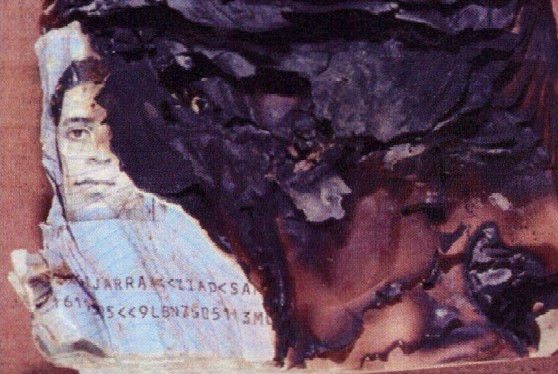
Passeport de Jarrah.

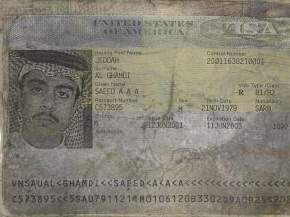
Passeport de Ghamdi.

Le commando du vol 93 est composé de quatre terroristes, au lieu de cinq pour les autres avions détournés. Mohammed al-Kahtani est probablement le 20e pirate de l'air, mais il se voit refuser l'entrée sur le territoire américain le 3 août 2001.

## Vol

Le trajet du vol 93 d'après la commission d'enquête officielle.

Le vol 93 est un Boeing 757 en service depuis 1996. L'équipage est composé du commandant Jason Dahl, du premier officier LeRoy Homer  et des hôtesses de l'air Lorraine Bay, Sandra Bradshaw, Wenda Green, CeeCee Lyles et Deborah Welsh. L'avion peut accueillir 182 personnes, mais le 11 septembre, avec seulement 37 passagers, il n'était rempli qu'à un cinquième de sa capacité. United Airlines confirma que les mardis étaient les jours où il y avait le moins de passagers, avec un taux habituel de remplissage de 52 % les mardis depuis trois mois pour le vol 93.

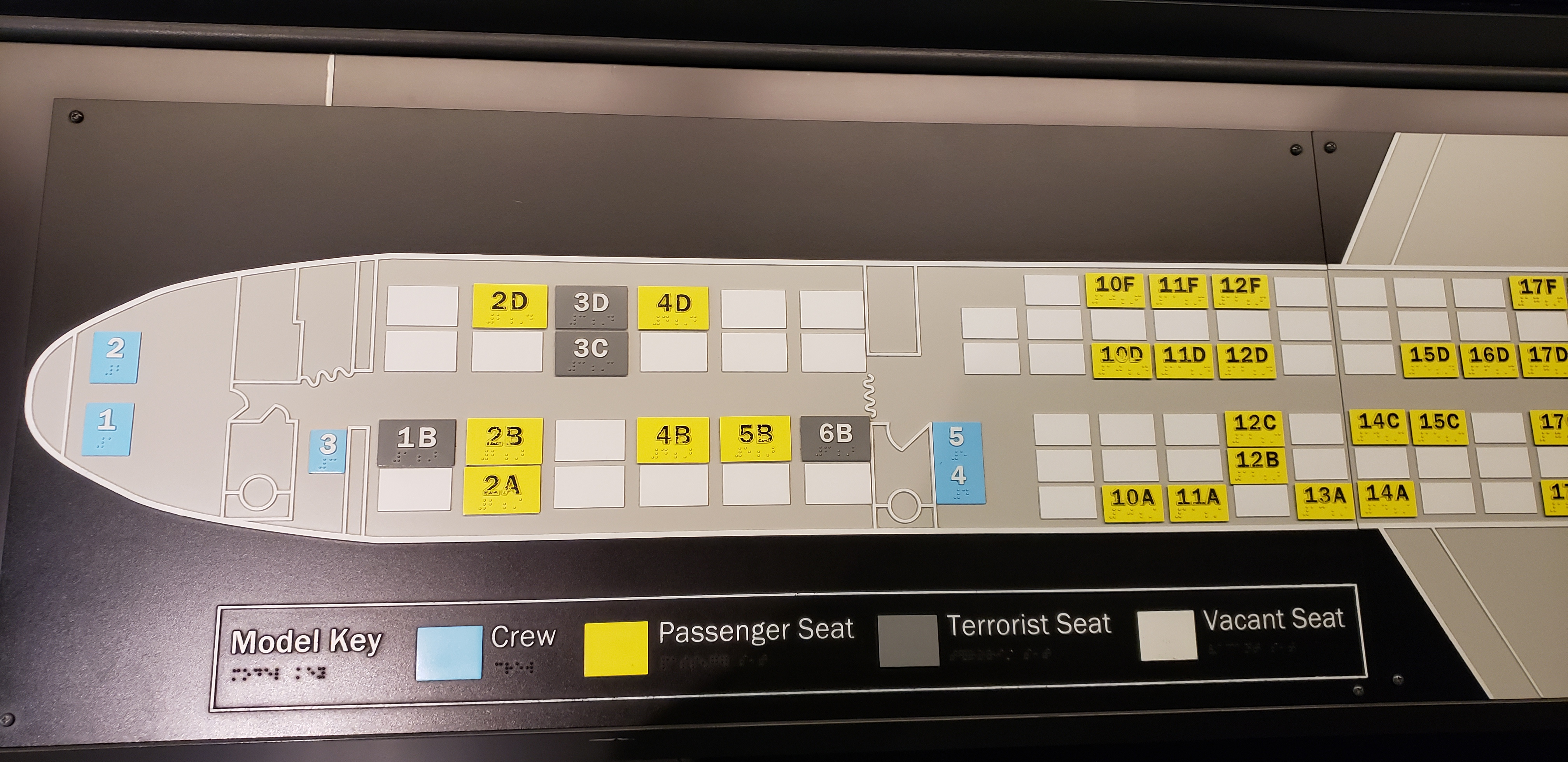
Schéma du Boeing 757 du vol United Airlines 93

### Embarquement et départ
Ghamdi et Nami sont les premiers terroristes à enregistrer leurs bagages à 7 h 03 à l'aéroport international Liberty de Newark. Haznawi puis Jarrah font de même respectivement à 7 h 24 et 7 h 39. Haznawi est sélectionné par le Computer-Assisted Passenger Prescreening System mais les quatre terroristes embarquent finalement sans problème entre 7 h 39 et 7 h 48.
En raison du fort trafic ce jour, le vol 93 ne reçut la clairance pour être poussé qu'à 8 h 01, alors qu'il devait décoller à 8 h 00. Ainsi, le vol 93 était encore au sol lorsque la Federal Aviation Administration de Boston dut faire face à une situation de crise : le vol American Airlines 11, à destination de Los Angeles, venait d'être détourné.
À 8 h 24, les contrôleurs aériens de Boston entendent les voix des pirates de l'air du vol 11 dans un message adressé aux passagers contenant la phrase : « Nous détenons des avions. » Cependant, ils n'ont pas remarqué cet avertissement. Ainsi le trafic aérien suit son cours et il n'est pas encore question d'état d'alerte.
Le vol 93 ne décolle finalement qu'à 8 h 42.
À 8 h 46, le vol 11 percute la tour Nord du World Trade Center. À 8 h 51, les contrôleurs aériens de New York réalisent que le vol United Airlines 175 vient d'être détourné. Le vol American Airlines 77 est également détourné quelques minutes plus tard.
Ayant atteint son altitude de croisière de 35 000 pieds à 9 h 02, le vol 93 se dirige vers San Francisco. Une minute plus tard, le vol 175 percute la tour Sud du World Trade Center. Vu en direct à la télévision, le crash est très rapidement rapporté au personnel de la FAA, qui font face à de multiples détournements. La FAA ordonne alors l'envoi de messages aux pilotes des avions en circulation afin de renforcer la sécurité dans les cockpits.
À 9 h 19, Ed Ballinger, un employé de United Airlines, commence à envoyer un message de prévention aux pilotes des avions : « Attention à toute intrusion dans le cockpit. Deux avions se sont écrasés sur le World Trade Center. »
Melody Homer, épouse du premier officier du vol 93, envoie un message ACARS à 9 h 22 à son époux LeRoy pour s'assurer que tout va bien. LeRoy Homer ne répond pas à ce message.
Le message de Ballinger est envoyé au vol 93 à 9 h 23 et reçu une minute plus tard. Le commandant de bord répond au message d'alerte à 9 h 26 : « Ed, confirme le dernier message, s'il te plaît. Jason »
À 9 h 27 min 25 s, le vol 93 envoie sa dernière transmission normale aux contrôleurs aériens de Cleveland.

### Détournement
À 9 h 28 min 17 s, le premier officier LeRoy Homer envoie à Cleveland un message de détresse : « Mayday ! Mayday ! Sortez ! »
L'avion descend alors de plus de 200 mètres en quelques secondes. Le Cleveland Center envoie un message d'alerte : « Quelqu'un a appelé Cleveland ? »
Le Cleveland Center reçoit à 9 h 28 min 50 s un second appel de détresse : « Mayday ! Mayday ! Sortez d'ici ! Nous allons tous mourir ! »
Le Cleveland Center demande alors à d'autres avions s'ils avaient entendu sur la fréquence les appels de détresse. Les vols United Airlines 1523, American Airlines 1060 et Executive Airlines 956 confirment alors l'appel de détresse.
Au moment du détournement, les vols 11 et 175 ont déjà frappé le World Trade Center et le vol 77 est sur le point de percuter le Pentagone. Les terroristes à bord de ces avions n'ont pas attendu plus de trente minutes de vol pour passer à l'action, principalement au moment où l'avion atteint son altitude de croisière. On ne sait pas pourquoi les pirates de l'air du vol 93 ont attendu 46 minutes de vol avant de passer à l'action.
D'après un documentaire tiré des évènements[source insuffisante], les pirates de l'air Ziad Jarrah et Saeed al-Ghamdi auraient pénétré de force dans le cockpit et disputé le contrôle de l'appareil aux pilotes pendant qu'Ahmed al-Nami et Ahmed al-Haznawi déplaçaient de force les passagers de première classe vers l'arrière de l'appareil, égorgeant notamment le passager Mark Rothenberg qui avait refusé d'obtempérer. 
Tom Burnett indique à son épouse : « Le type qu'ils ont poignardé est mort... J'ai essayé de l'aider mais je n'ai pas réussi à le ranimer. »
L'heure précise où le cockpit fut aux mains des pirates de l'air n'a pas été déterminée. Du fait que de nombreux passagers ont décrit la présence de seulement trois terroristes, il est possible que Jarrah soit resté assis jusqu'à ce que les passagers soient repoussés à l'arrière de l'appareil avant d'attaquer les pilotes dans le cockpit ; le détournement aurait alors commencé en classe affaires vers 9 h 27.
À 9 h 31 min 57 s, un contrôleur aérien de Cleveland entend les voix des pirates venant de la radio du vol 93 : « Mesdames et messieurs, ici le commandant. S'il vous plaît, asseyez-vous et restez assis. Nous avons une bombe à bord. Alors asseyez-vous. »
À 9 h 39 min 11 s, il reçoit une autre transmission radio : « Ici le commandant : j'aimerais que vous restiez tous assis. Nous avons une bombe à bord et nous retournons à l'aéroport car nous avons des demandes à faire. Alors, s'il vous plaît, restez calmes. »
Les transmissions des pirates de l'air sont envoyées au sol et non aux passagers, car le commandant de bord avait, pendant le détournement, tourné le bouton de communication afin que les transmissions des terroristes aux passagers soient entendues des contrôleurs aériens.
Il est possible que les pilotes aient survécu à l'assaut des terroristes comme le témoignent dans la boîte noire des gémissements. Lorsque Jarrah voulut désengager l'autopilote, il essaya d'envoyer à 9 h 45 un autre terroriste, probablement Saeed al-Ghamdi, « ramener le pilote », faisant sans doute référence à Homer.
On entend également des bruits de dispute et de supplications dans le cockpit entre un terroriste et une hôtesse de l'air, probablement Deborah Welsh, avant qu'elle ne soit tuée par Saeed al-Ghamdi, ce dernier disant en arabe à Jarrah à 9 h 37 : « Tout va bien. J'ai terminé. »
La FAA est informée du détournement du vol 93 à 9 h 34. À 9 h 46, un employé de United Airlines à San Francisco envoie un message au vol 93 : « Nous avons été prévenus d'un rapport d'incident. Confirmez s'il vous plaît que tout est normal. »
Il ne reçoit aucune réponse.

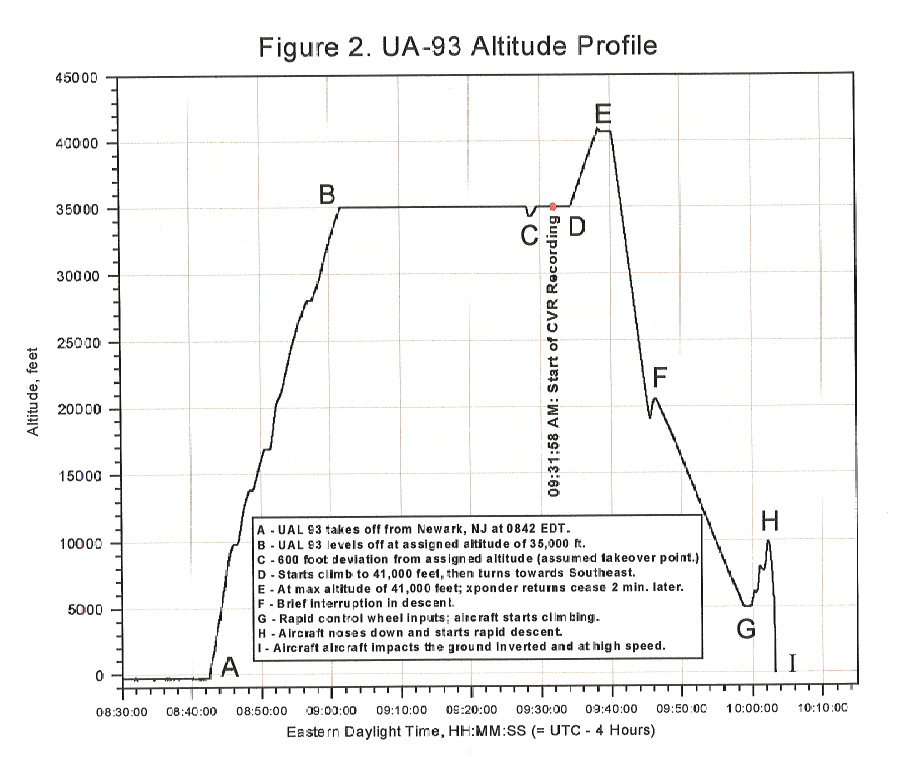
Profil de l'altitude du vol de l'avion. Le début de l'enregistrement phonique des boîtes noires est marqué en rouge, à 9 h 31.

À 9 h 35, l'avion change de direction et se dirige vers Washington. À 9 h 41, le transpondeur de l'appareil est coupé mais l'avion reste sur les écrans radar de Cleveland.
À 9 h 39, après avoir atteint son altitude maximale de 41 700 pieds, le vol 93 amorce une descente rapide d'environ 4 000 pieds par minute. À 9 h 46, l'avion se stabilise brièvement à 19 000 pieds, puis reprend plus lentement sa descente.
À 9 h 55, Jarrah programme la navigation sur le VOR de l'aéroport national Ronald Reagan dans l'ordinateur de l'avion afin de le diriger vers Washington.

### Appels téléphoniques
Certains passagers utilisent les téléphones de bord pour prévenir que leur avion avait été détourné et sont alors informés du détournement des avions lancés contre le World Trade Center. 35 appels téléphoniques sont réalisés par les passagers.
À 9 h 30, depuis la rangée 24, Tom Burnett prévient son épouse du détournement de l'avion par des hommes qui prétendent avoir une bombe. Sa femme l'informe des attaques contre le World Trade Center. Il exprime un doute sur la réalité de cette bombe et pense qu'il s'agit d'une ruse afin de contrôler les passagers. Il se rappelle alors que les terroristes avaient parlé de faire s'écraser l'avion : « Oh mon Dieu. C'est une mission suicide. [...] Ne t'en fais pas, nous allons faire quelque chose. »
À 9 h 32, une hôtesse de l'air tente de contacter United Airlines. L'appel dure 95 secondes, mais n'est pas reçu car la ligne est saturée.
À 9 h 35, depuis la rangée 33, Sandra Bradshaw, hôtesse de l'air, alerte United Airlines du détournement. La compagnie est déjà au courant.
Lauren Grandcolas tente de contacter son époux à deux reprises, une fois avant le décollage et une fois après le détournement. Elle devait initialement prendre le vol United Airlines 91, mais était arrivée une heure en avance, lui permettant de prendre le vol 93. Lauren Grandcolas, enceinte de trois mois, revenait des funérailles de sa grand-mère : « Jack, chéri, tu m'entends ? OK, je veux juste te dire qu'il y a un problème avec l'avion. Je vais très bien. Je voulais juste te dire combien je t'aime. »
À 9 h 37, depuis la rangée 25, Mark Bingham prévient sa mère du détournement.
Jeremy Glick contacte son épouse au même moment depuis la rangée 27 et l'informe que les pirates de l'air ont le « look d'Iraniens », portent des bandanas rouges et des couteaux. Il rapporte que les passagers débattent du fait de mener ou non une révolte afin de reprendre le contrôle de l'avion.
Un des passagers pensa que les terroristes possédaient une arme à feu. Mais aucun des autres passagers ne confirma ses dires. Aucune trace d'arme à feu ne fut retrouvée sur le site du crash. Les terroristes, s'ils en avaient eu une, auraient probablement utilisé l'arme à feu en question lors des dernières minutes de vol pour se défendre lors de la révolte des passagers.
Au moins deux des passagers rapportèrent que les pirates de l'air avaient conscience qu'ils étaient en train de prévenir leurs proches du détournement, mais qu'ils ne semblaient pas s'en inquiéter. Il est probable que Jarrah ait pensé que les attaques contre le World Trade Center avaient réussi ; il aurait notamment pu lire le message d'alerte de Ballinger. Mais même sans lire le message, il l'aurait probablement déduit du fait du retard important de l'avion.
Todd Beamer tente à 9 h 43 d'appeler son épouse mais est redirigé vers l'opératrice Lisa Jefferson. Il lui rapporte qu'un terroriste porte une bombe sur son torse et que les pilotes gisent en sang sur le sol, probablement morts ou mourants : « Si nous ne réussissons pas, prévenez s'il vous plaît ma famille et dites-leur combien je les aimais. »
Il récite avec elle un Notre Père et le Psaume 23.
Joseph DeLuca prévient alors son père au même moment de la situation.
Linda Gronlund appelle sa sœur Elsa Strong à 9h46 et lui laisse un message en disant qu'il y avait « des hommes avec une bombe ».
À 9 h 47, l'hôtesse de l'air CeeCee Lyles laissa un message à son mari.
À 9 h 49, Marion Britton appelle son ami Fred Fiumano : « Elle disait : Nous nous en allons. Ils vont nous tuer, tu sais, nous allons tous mourir. Et je lui disais : Ne t'inquiète pas. Ils ont détourné l'avion, ils t'emmènent faire une promenade, tu vas dans leur pays et tu reviens. Tu y restes en vacances. On ne sait pas quoi dire — qu'est-ce qu'on pouvait faire ? Je lui répétais toujours la même chose : Reste calme. Et elle pleurait et elle criait et elle hurlait. »
Les passagers commencent à préparer une révolte contre les terroristes. Sandra Bradshaw prévient son mari à 9 h 50 qu'elle prépare de l'eau bouillante pour en jeter aux visages des terroristes : « Tout le monde se rend en première classe. Je dois y aller. Au revoir. »
Elizabeth Wainio informe sa belle-mère : « Je dois y aller. Ils sont en train de briser la porte du cockpit. Je t'aime. »
Quatre hommes (Todd Beamer, Tom Burnett, Jeremy Glick et Mark Bingham) décident d'attaquer les terroristes en s'adjoignant d'autres passagers après s'être entretenus avec les hôtesses de l'air Sandra Bradshaw et CeeCee Lyles : « Êtes-vous prêts, les gars ? Okay. Allons-y ! »
Le dernier appel téléphonique, le seul adressé au 911, s'effectue à 9 h 58 celui d'un homme affolé, réfugié dans des toilettes, supposé être Edward Felt. Il signale à l'officier John Shaw que l'avion était en train de descendre. De nombreux rapports aux chaînes télévisées affirment que Felt avait décrit une explosion et vu de la fumée. Ces rapports furent infirmés par Shaw et Sandra Felt, qui ont écouté les enregistrements des boîtes noires.

### Révolte des passagers
À 9 h 57, les passagers, menés par Todd Beamer, se révoltent contre les terroristes.
Les pirates de l'air ne comprennent pas directement la révolte des passagers. À 9 h 57 min 55 s, Jarrah demande à un des pirates de l'air assis à côté de lui, probablement Ghamdi : « Que se passe-t-il ? Il y a une bagarre ? »
À ce moment-là les trois autres avions détournés se sont déjà écrasés et la plupart des autres avions en l'air ont reçu l'ordre d'atterrir d'urgence sur l'aéroport le plus proche.
D'après l'enregistrement du cockpit, on entend des gémissements à l'extérieur du cockpit ; les passagers se sont vraisemblablement attaqués à un des terroristes qui gardait la porte du cockpit. Il s'agit soit d'Ahmed al-Haznawi soit d'Ahmed al-Nami.
Jarrah ordonne à Ghamdi de bloquer la porte du cockpit à 9 h 58 min 57 s et commence à agiter les ailes de l'avion pour perturber les passagers mais cette stratégie ne fonctionne pas : « Ils veulent rentrer. Tiens la porte. Tiens-la. ». En même temps, l'avion quitte sa trajectoire en direction de Washington.
Jarrah change de tactique à 9 h 59 min 52 s et balance alors l'avion d'avant en arrière mais les passagers continuent à forcer la porte du cockpit, avant de la briser. Jarrah stabilise l'appareil à 10 h 00 min 03 s. Cinq secondes plus tard, il demande à Ghamdi :« Est-ce le moment ? Dois-je finir maintenant ? — Non, pas maintenant, quand ils viendront ici, tu termineras. »
À 10 h 00, l'autopilote de l'avion est coupé.
À 10 h 00 min 26 s, un passager à l'extérieur du cockpit dit : « Dans le cockpit, sinon nous allons tous mourir ! » Jarrah stoppe ses manœuvres à 10 h 01 et commence à prononcer des « Allāhu Akbar ! » Il demande à Ghamdi s'il doit faire s'écraser l'avion ; ce dernier lui ordonne alors de le faire.
Les passagers réussissent à briser la porte du cockpit à 10 h 02 avec le chariot de nourriture et bataillent avec les terroristes pour reprendre le contrôle du cockpit. Dans la confusion, le transpondeur du vol 93 est rallumé, permettant plus tard aux contrôleurs aériens de déterminer son lieu de crash.
Au même moment, le vice-président Dick Cheney est informé que le vol 93 se dirige vers Washington.
La Commission nationale sur les attaques terroristes contre les États-Unis note dans son rapport que « les terroristes restèrent aux commandes de l'avion mais avaient compris que les passagers étaient à quelques secondes de les maîtriser. »
Le dernier enregistrement phonique a lieu à 10 h 03 min 09 s. Le dernier enregistrement de paramètres a lieu à 10 h 03 min 10 s.

### Crash

Nuage de fumée peu après le crash du vol UA93 dans un champ près de Shanksville.

À 10 h 03 min 11 s, Jarrah fait s'écraser délibérément le vol 93 dans un champ, près de Shanksville, à une vitesse estimée à 933 km/h, afin d'empêcher les passagers d'en reprendre le contrôle.
À 10 h 04, le centre du 911 du comté du Westmoreland informe le comté du Somerset qu'ils reçoivent un appel d'un passager (probablement Edward Felt) de l'avion qui vient de s'écraser. Cet appel signale que l'avion est détourné.
À 10 h 04 min 48 s, Steven O’Brien, pilote d'un avion cargo C-130 Hercules non-armé de la Garde nationale aérienne, qui recherchait le vol 93, confirme au contrôle aérien de Washington qu'il voit de la fumée au-dessus de Shanksville.
À 10 h 07, le Cleveland Center prévient le NEADS du détournement du vol 93. Le NEADS ne localisera jamais le vol 93, déjà écrasé. Dans sa chronologie des attentats délivrée le 18 septembre, le NORAD affirme avoir été informé du détournement à 9 h 16, chose que la commission Kean réfute, en confirmant l'heure d'avertissement à 10 h 07.

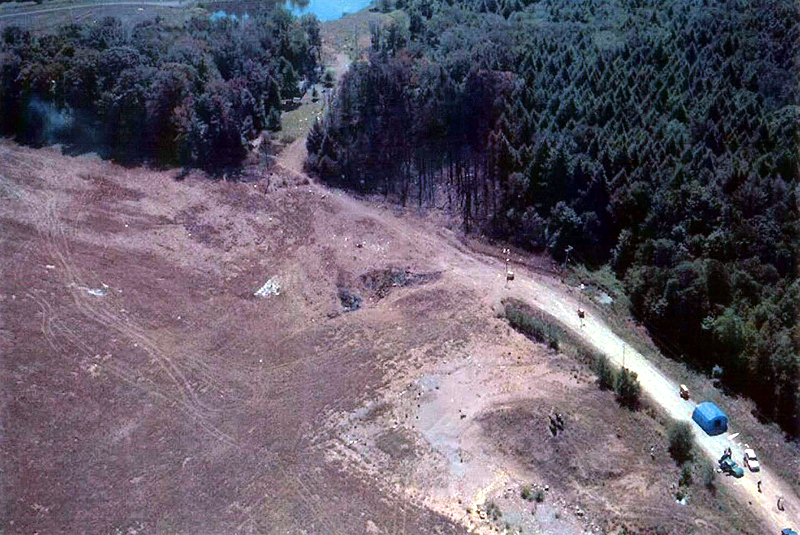
Le site du crash du vol 93.

L'appareil s'écrase avec un angle de 44 degrés, laissant un cratère de 3 mètres de profondeur et 12 mètres de large. Il n'y a aucun survivant.
Selon les récits de témoins, l'avion pique brusquement du nez, tombe et est pulvérisé au sol, le kérosène explosant en une boule de feu. Le profond cratère dessinant l’empreinte de l'avion dans le sol meuble de cette ancienne mine à ciel ouvert manifeste la verticalité de l'impact.
Ed Ballinger envoie au vol 93 un dernier message ACARS à 10 h 10 : « Ne vous dirigez pas en direction de [Washington,] D.C.. C'est un ordre. »
Le Herndon Command Center alerte à 10 h 13 la FAA que le vol 93 vient de s'écraser. Le NEADS est également informé peu après.

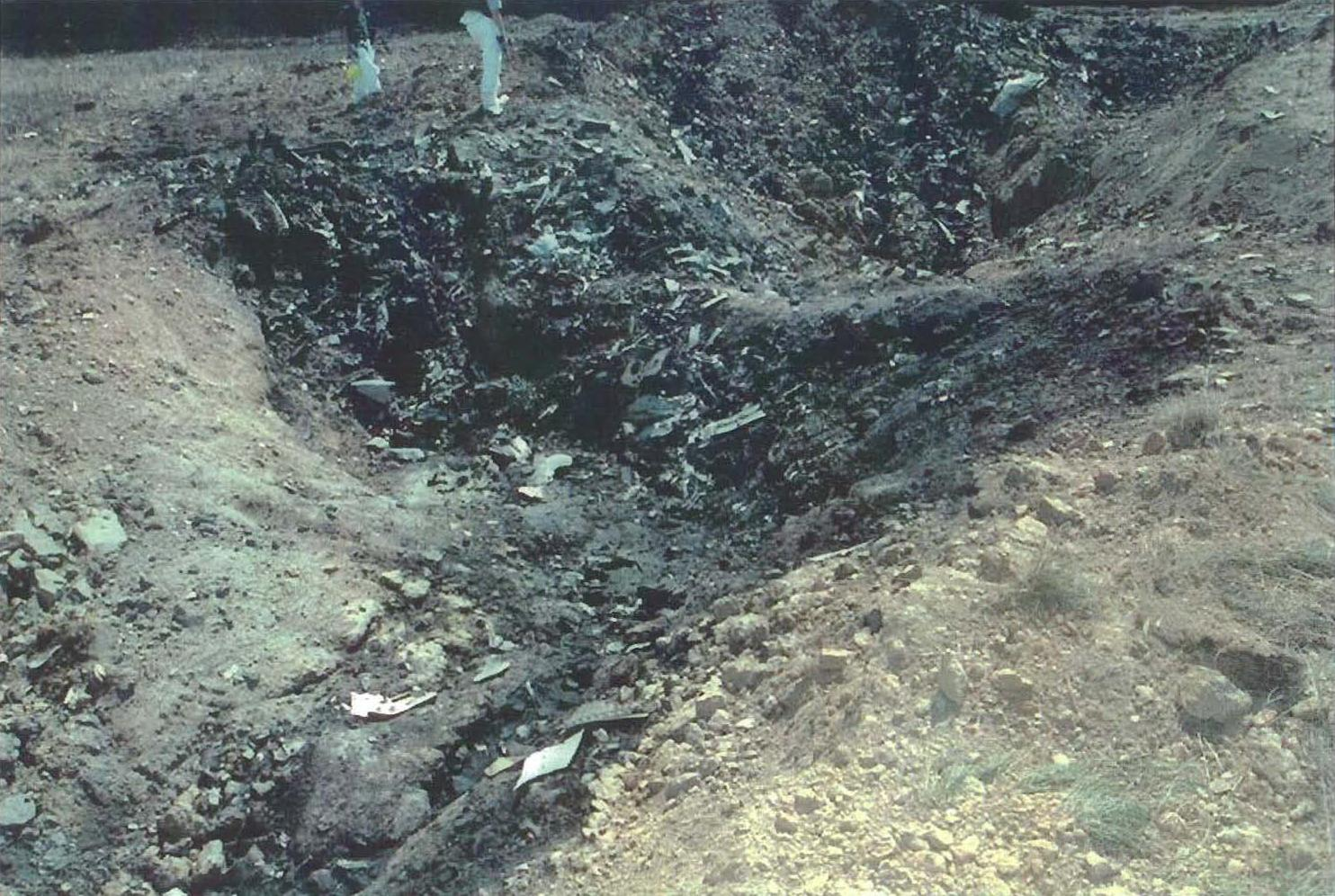
Le cratère formé par l'écrasement du vol 93.

À 10 h 37, le correspondant de CNN Aaron Brown, qui couvrait l'effondrement des tours du World Trade Center, annonce : « Nous recevons de nombreux rapports et nous voulons être prudents en vous informant qu'un rapport nous indique qu'un Boeing 747 s'est écrasé en Pennsylvanie et tout reste non confirmé pour l'instant. »
À 10 h 49, il précise : « Nous avons un rapport qu'un grand avion s'est écrasé ce matin, près de l'aéroport du comté de Somerset, en Pennsylvanie, pas très loin de Pittsburgh, un Boeing 767. On ne sait pas à qui il appartenait et nous n'avons pas plus de rapports que ceux que nous venons de vous donner. »
Dans la confusion des attaques, Brown rapporte également par erreur qu'un autre avion présumé détourné se dirigeait vers Washington et qu'une voiture piégée avait explosé près du Pentagone.

#### Témoignages

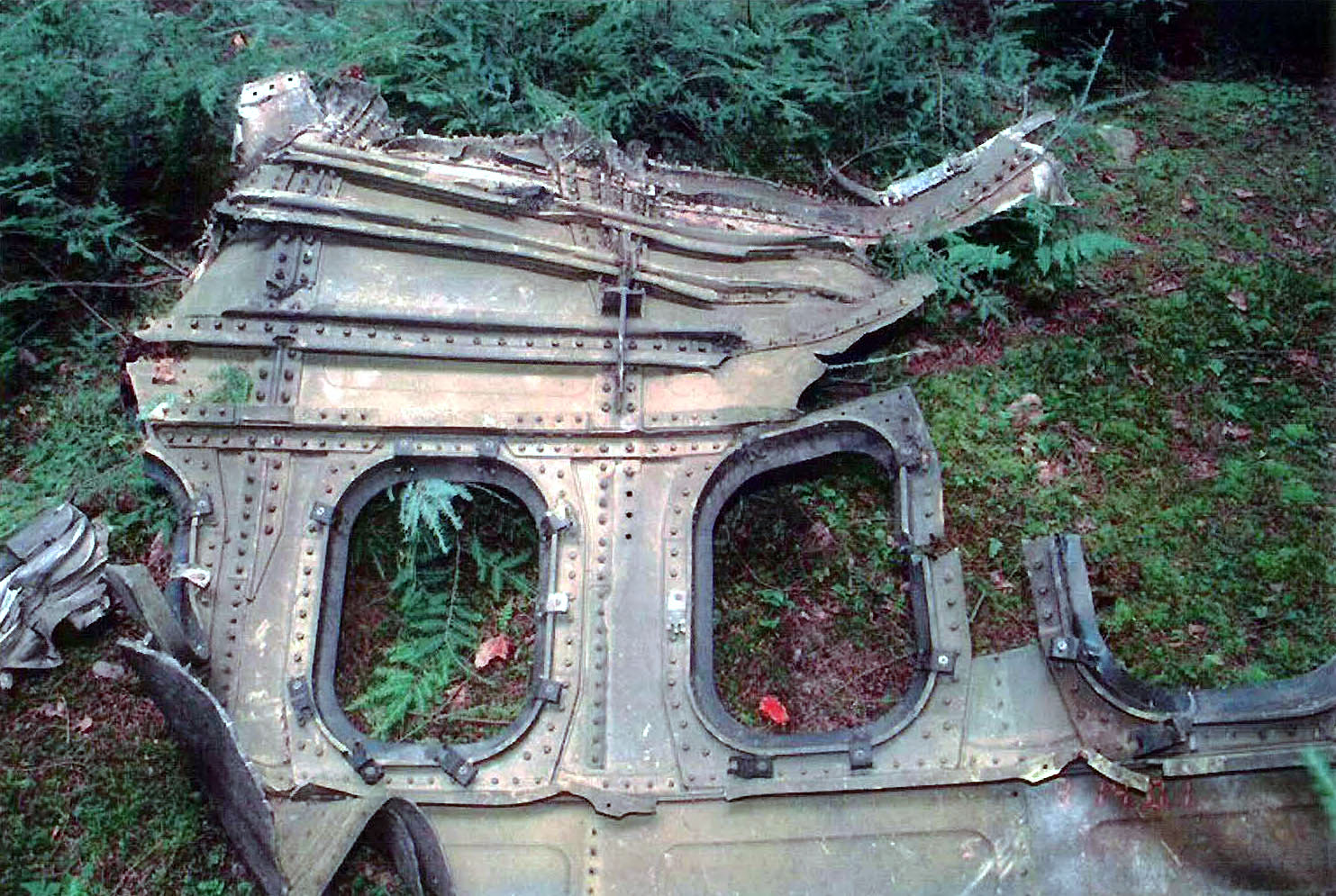
Débris de l'appareil.

Vers 10 h 00, Bill Wright, qui pilotait un petit monomoteur Piper, se trouve en vue du vol 93, à une distance de 5 km environ. L'avion est alors en train de se balancer. Il informe à 10 h 01 le quartier-général de la Federal Aviation Administration de la situation et reçoit alors l'ordre de s'éloigner le plus rapidement possible et d'atterrir sur le plus proche aéroport. Il déclare ensuite sur une chaîne TV de Pittsburgh : « Une des premières choses à m'avoir traversé l'esprit quand ils nous ont dit de nous éloigner au maximum et le plus vite possible [de l'avion], c'est qu’ils s'attendaient à ce qu’il explose, ou qu’ils allaient l’abattre depuis le sol. Mais c’est de la pure spéculation. »,
Kelly Leverknight, une habitante de Shanksville, qui regardait les informations lorsque l'avion s'est écrasé, déclare : « J'ai entendu voler l'avion, je suis sortie et j'ai vu l'avion s'écraser. Je l'ai vu se diriger vers l'école, ce qui m'a terrifiée, parce que mes trois enfants y étaient. J'ai ensuite entendu l'explosion, j'ai ressenti le souffle et j'ai vu de la fumée et du feu. »
Un autre témoin, Eric Peterson, a vu précisément le crash : « Il volait vraiment bas. [...] On voyait plus le dos que le ventre de l'appareil. Il était retourné. Il y a eu une grande explosion et on pouvait voir les flammes. C'était une très grande explosion. De la fumée et des flammes et ensuite un énorme nuage en champignon. »
Val McClatchey regarde également les informations lorsque l'avion s'écrase. Elle voit brièvement, puis entend l'impact. Le crash coupe l'électricité. McClatchey s'empare de son appareil photo et prend la seule photo du nuage en champignon.

### Heure exacte de la chute
L'heure exacte de l'impact au sol fait l'objet d'une controverse avec le 9/11 Truth Movement. Les médias avaient initialement donné comme horaire 10 h 06 ou 10 h 10. Une analyse des enregistrements sismiques réalisés par les stations d'observation environnantes, l'instant précis de la perte de l'écho par le contrôle aérien de Cleveland, les témoignages locaux recueillis par la presse,, les enregistrements radars publiés par la FAA, indiquent 10 h 06. La Commission Kean, qui reprend la chronologie du NORAD (10 h 03), rejette cet horaire en se référant à des données non accessibles (enregistrements FDR, CVR, ATC et radar).

### Présence de la chasse
À 9 h 36, le Cleveland Center signale à la FAA Command Center qu'il suit toujours sur radar le vol 93 et lui demande si l'armée avait été prévenue afin d'intercepter l'avion.
À 9 h 49, le FAA Command Center suggère au quartier général de la FAA de demander un appui militaire pour le vol 93.
Peu après le crash de l'avion, autour de 10 h 20, Dick Cheney a une conversation avec George W. Bush, en vol sur Air Force One vers la base aérienne de Barksdale en Louisiane. Il décide d'autoriser la chasse à abattre les vols civils détournés. Lors de son audition devant la commission Kean, le général Arnold confirme que le NORAD n'a pas reçu cet ordre avant 10 h 31.

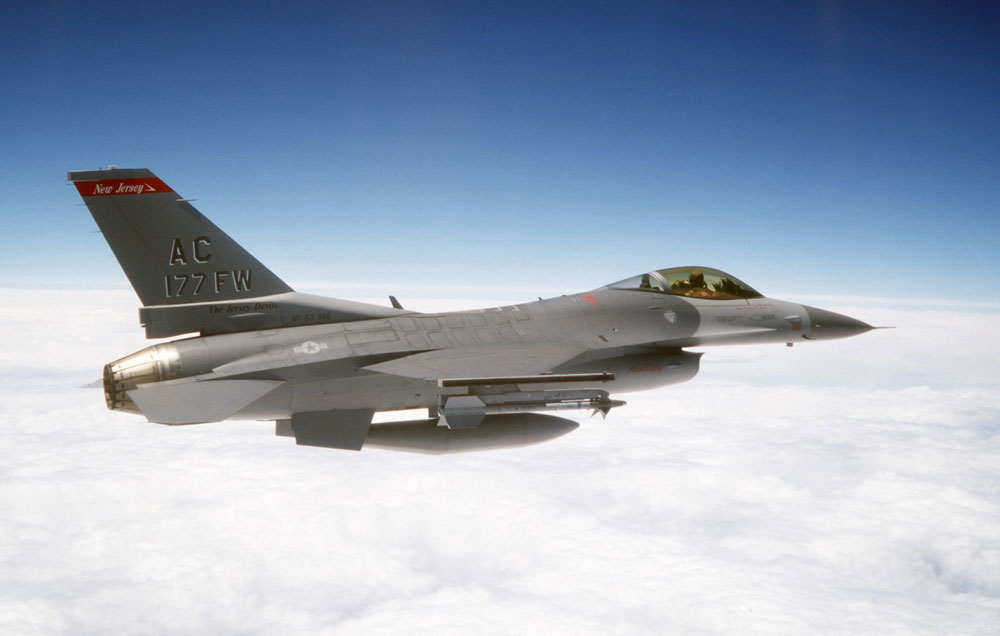
Un F-16 semblable à ceux déployés le 11 septembre.

Lors de son audition du 13 septembre, le général Myers, chef de l'état-major interarmes, explique que les avions de chasse mobilisés avec mission d'intercepter et autorisation d'abattre les avions piratés ne sont arrivés à proximité du vol 93 que quelques instants avant qu'il ne s'écrase, et qu'ils ne l'ont pas abattu.
Le NORAD insiste lors de son audition devant la commission du 11 septembre que ses avions de chasse auraient intercepté le vol 93 avant qu'il ne rejoigne Washington, mais la commission conteste ses dires, affirmant que « le NORAD ne savait même pas que l'avion avait été détourné avant qu'il ne s'écrase » et que si l'avion ne s'était pas écrasé, il serait arrivé à Washington aux alentours de 10 h 23, ce qui aurait laissé au NORAD peu de temps pour intervenir.
Cependant, quatre pilotes de la 113e escadre de la District of Columbia Air National Guard, basés à la base aérienne d'Andrews près de Washington, reçoivent l'ordre de décoller dans leurs avions de chasse : le colonel Marc Sasseville (en), le lieutenant Heather Penney, le capitaine  et le major Daniel Caine. Leur mission est de trouver le vol 93 de United Airlines et de le détruire, comme ils le peuvent. Étant donné que les avions de combat sont dépourvus de missiles et ne contiennent que des munitions factices provenant d'une récente mission d'entraînement, il n'y a qu'une seule façon de le faire et c'est d'éperonner l'avion, au prix de leurs propres vies. Le vol 93 s'écrase finalement avant qu'ils ne le rejoignent,,.

## Conséquences

### Cible de l'appareil
Lorsqu'il s'est écrasé à Shanksville, le vol 93 était à 20 minutes de vol de Washington. N'ayant jamais été atteinte, la cible du vol 93 reste donc un mystère.
Avant les attentats, Oussama ben Laden, Khalid Cheikh Mohammed et Mohammed Atef avaient développé une liste de cibles potentielles. Ben Laden voulait détruire la Maison-Blanche et le Pentagone. Cheikh Mohammed voulait détruire le World Trade Center. Les trois voulaient également détruire le Capitole. Personne d'autre ne fut mis au courant du choix des cibles.
Ben Laden demanda à Ramzi bin al-Shibh de dire à Mohammed Atta qu'il préférait comme cible la Maison-Blanche au Capitole. Atta avertit bin al-Shibh qu'il était plus compliqué de localiser la Maison-Blanche depuis les airs mais il l'ajouta quand même aux plans. Il garda néanmoins le Capitole en alternative. Finalement, Atta informa bin al-Shibh que Jarrah voulait détruire le Capitole. Atta proposa comme autre solution de détruire des centrales nucléaires mais renonça après l'opposition d'Hani Hanjour, pirate pilote du vol 77. D'après un échange entre Atta et bin al-Shibh le 9 septembre 2001, la Maison-Blanche serait la première cible du vol 93 et le Capitole la seconde en cas d'impossibilité.

Le Capitole, cible possible du vol 93.

D'après un témoignage du membre d'Al-Qaïda Abu Zubaydah (capturé en 2002 au Pakistan), les autorités officielles des États-Unis pensaient que la cible était la Maison-Blanche. 
Une interview fut réalisée par Al-Jazeera fin 2001 avec Ben Laden et bin al-Shibh qui déclaraient que le vol 93 devait s'écraser dans le Capitole.
Immédiatement après les attaques, les médias pensèrent que la cible était Camp David. Le rapport de la commission nationale sur les attaques terroristes contre les États-Unis décrit les passagers et l'équipage du vol 93 comme ayant sauvé la Maison-Blanche ou le Capitole.

### Les «boîtes noires»

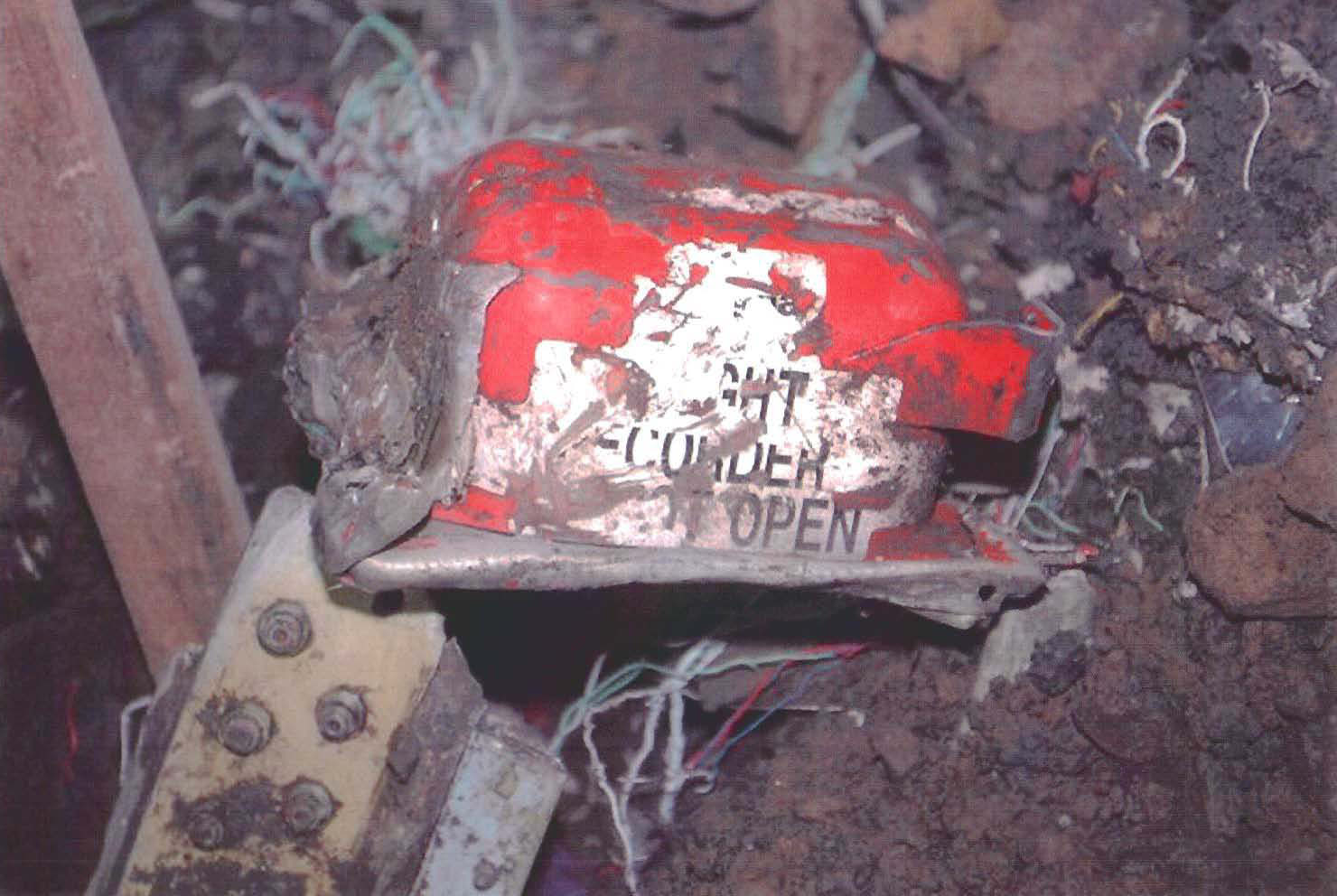
L'enregistreur de cabine du vol 93.

L'enregistreur de cabine (CVR) a été retrouvé, d'apparence normale. Pour ce qui est de son exploitation, il a été d'abord fait état d'un endommagement ayant rendu sa lecture impossible (ABC News). Mais selon Newsweek, qui se réfère à la transcription partielle transmise par « une source officielle anonyme », l'enregistrement laisse entendre une lutte, des jurons et des « Allahu akbar » [réf. nécessaire] (Dieu est plus grand [que tout]). Le New York Times avait, deux mois auparavant, fait état d'une lutte sauvage et désespérée dans la cabine de pilotage en citant le même type de source. Il y était ajouté que l'enregistrement ne donnait pas une image claire des événements. Aux dernières paroles prononcées succédait un bruit de succion, suggérant une décompression de l'habitacle.
Aucune mention n'a été faite de la seconde boîte noire localisée dans la queue de l'appareil (FDR). Pourtant, un rapport du NTSB, datant du début 2002 et rendu public par les Archives nationales de sécurité en août 2006, présente une reconstitution partielle du parcours du vol 93 mentionnant les enregistrements de cette « boîte noire ».

### Théorie du complot
Les réponses tardives ont alimenté les spéculations selon lesquelles l'armée aurait abattu le vol 93, y compris de la part de médias ne remettant pas en cause la responsabilité d'Al-Qaïda.
Les partisans des théories du complot à propos des attentats du 11 septembre 2001 citent souvent les propos du secrétaire de la Défense Donald Rumsfeld, qui, dans un entretien avec le général de brigade James Marks le 24 décembre 2004 réalisé par CNN, stigmatisait « les gens qui ont attaqué les États-Unis à New York, ont abattu l'avion au-dessus de la Pennsylvanie et attaqué le Pentagone ».

## Nationalités des personnes à bord
| Nationalité      | Passagers | Équipage | Total |
| ---------------- | --------- | -------- | ----- |
| États-Unis       | 30        | 7        | 37    |
| Allemagne        | 1         | 0        | 1     |
| Japon            | 1         | 0        | 1     |
| Nouvelle-Zélande | 1         | 0        | 1     |
| Total            | 33        | 7        | 40    |

| Nationalité     | Terroristes |
| --------------- | ----------- |
| Arabie saoudite | 3           |
| Liban           | 1           |
| Total           | 4           |

## Hommages
Le vice-président Dick Cheney, réfugié dans un bunker sous la Maison-Blanche, aurait déclaré peu après le crash : « Je crois qu'un acte d'héroïsme s'est produit à bord de cet avion. »[réf. nécessaire]
Le 20 septembre 2001, le président George W. Bush s'adresse aux deux chambres du congrès des États-Unis réunies au Capitole, où il accuse le groupe terroriste Al-Qaïda, avec à sa tête Oussama ben Laden, d'avoir organisé les attentats du 11 septembre. Dès le début de son discours, il rend hommage à Todd Beamer, l'un des passagers du vol, qu'il qualifie d’« homme exceptionnel », et demande à l'assistance d'accueillir sa femme, Lisa Beamer, présente dans l'enceinte,,. Dans un livre intitulé en français Instants décisifs, il estime que l'acte de courage des passagers du vol 93 constitue « l'un des plus hauts faits d'armes de l'histoire américaine ».

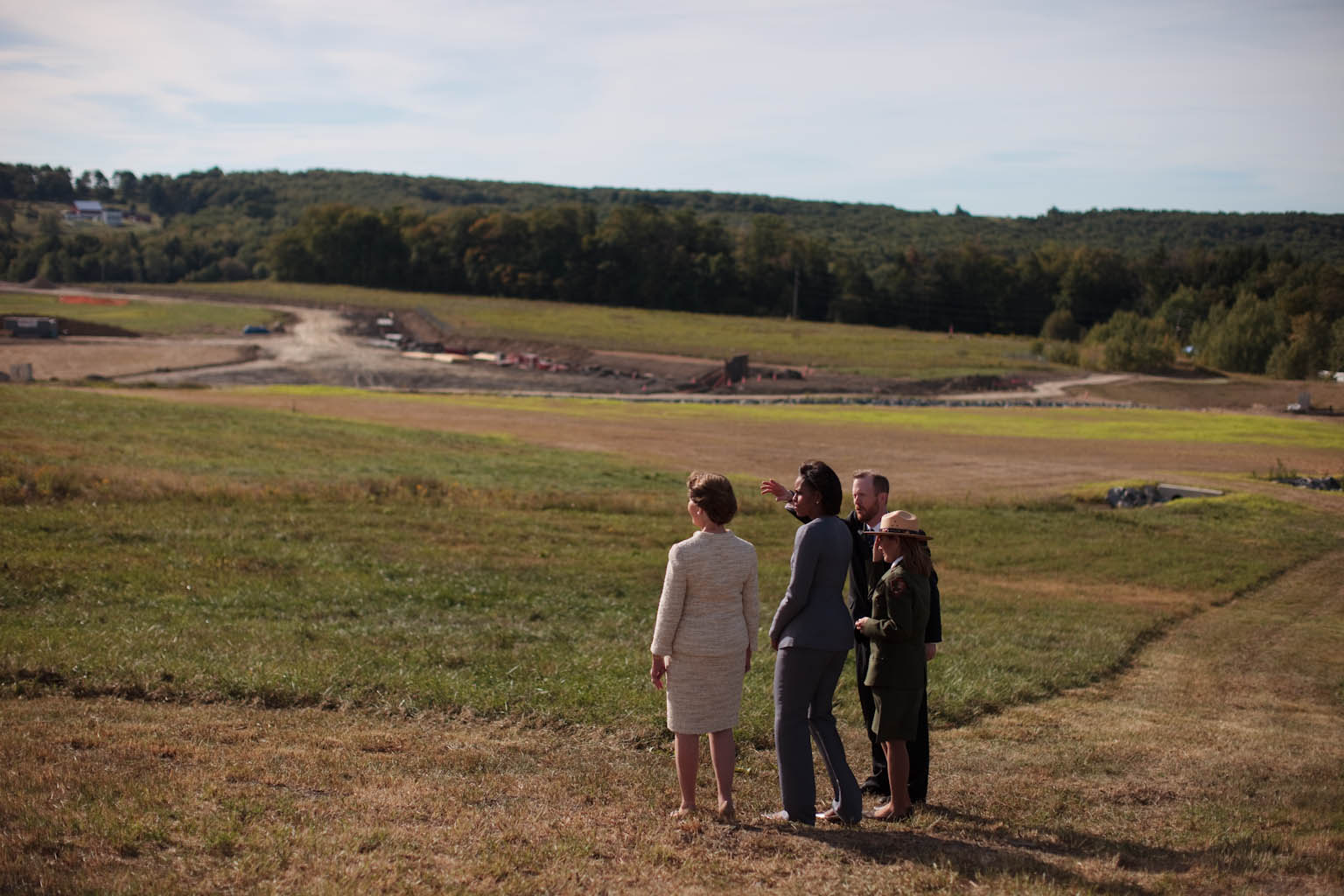
Michelle Obama et Laura Bush, le 11 septembre 2010, sur le site de l'accident.

### Site transformé en mémorial

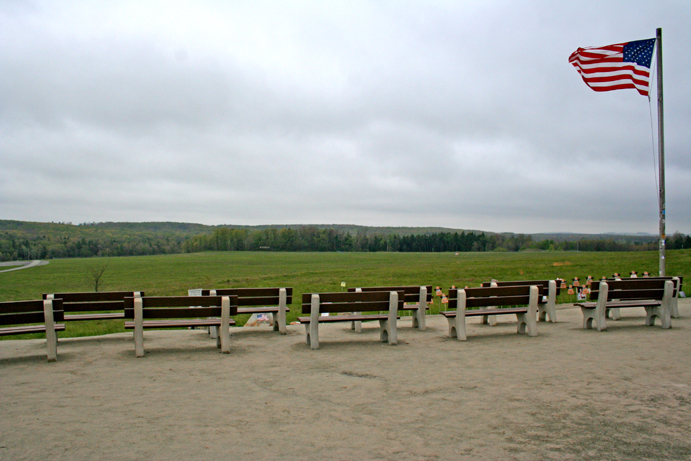
Bancs avec les noms des victimes

Une zone de 8,90 km² autour du lieu du crash a été transformée en mémorial en 2002, le Flight 93 National Memorial, qui est géré par le National Park Service et classé en catégorie V par l'Union internationale pour la conservation de la nature. Il est inauguré le 11 septembre 2011.

### Décoration
Tous les passagers ont reçu la médaille d'or du Congrès à titre posthume, comme toutes les victimes des attentats du 11 septembre 2001.

### Adaptations à la télévision et au cinéma
- 2005 : Les Révoltés du vol 93 (en) (The Flight That Fought Back), de Bruce Goodison (documentaire) ;
- 2006 : Vol 93 (United 93) de Paul Greengrass (film) ;
- 2006 : Le Détournement du vol 93 (en) (Flight 93) de Peter Markle (téléfilm).

### Citations originales
1. ↑  « Beware any cockpit intrusion—two a/c [aircraft] hit World Trade Center. »
2. ↑  « Ed, confirm latest mssg plz —Jason »
3. ↑  « Mayday! Mayday! Get out! »
4. ↑  « Somebody called Cleveland ? »
5. ↑  « Mayday! Mayday! Get out of here! We're all gonna die here! »
6. ↑  « The guy they knifed is dead… I tried to help him, but I couldn’t get a pulse. »
7. ↑  « Ladies and gentlemen: here the captain. Please sit down, keep remaining seating. We have a bomb on board. So sit. »
8. ↑  « Uh, this is the captain. I would like you all to remain seated. We have a bomb on board and are going back to the airport, and to have our demands, so please remain quiet. »
9. ↑  « Everything is fine. I finished. »
10. ↑  « Heard report of incident. Plz confirm all is normal. »
11. ↑  « Oh my God. It's a suicide mission. [...] Don't worry, we're going to do something. »
12. ↑  « Jack, pick up sweetie, can you hear me? Okay. I just want to tell you, there's a little problem with the plane. I'm fine. I'm totally fine. I just want to tell you how much I love you. »
13. ↑  « If I don't make it, please call my family and let them know how much I love them. »
14. ↑  « She said, 'We're gonna. They're gonna kill us, you know, We're gonna die.' And I told her, 'Don't worry, they hijacked the plane, they're gonna take you for a ride, you go to their country, and you come back. You stay there for vacation.' You don't know what to say—what are you gonna say? I kept on saying the same things, 'Be calm.' And she was crying and—you know—more or less crying and screaming and yelling. »
15. ↑  « Everyone is running up to first class. I've got to go. Bye. »
16. ↑  « I have to go. They're breaking into the cockpit. I love you. »
17. ↑  « Are you guys ready? Okay. Let's roll! »
18. ↑  « Is there something? A fight? »
19. ↑  « They want to get in here. Hold, hold from the inside. Hold from the inside. Hold. »
20. ↑  « Is that it? Shall we finish it off? — No. Not yet. When they all come, we finish it off. »
21. ↑  « Don't divert to DC. Not an option. »
22. ↑  « We are getting reports and we are getting lots of reports and we want to be careful to tell you when we have confirmed them and not, but we have a report that a 747 is down in Pennsylvania, and that remains unconfirmed at this point. »
23. ↑  « We have a report now that a large plane crashed this morning, north of the Somerset County Airport, which is in western Pennsylvania, not too terribly far from Pittsburgh, about 80 miles or so, a Boeing 767 jet. Don't know whose airline it was, whose airplane it was, and we don't have any details beyond that which I have just given you. »
24. ↑  « That's one of the first things that went through my mind when they told us to get as far away from it as fast as we could," Wright later told a Pittsburgh TV station, "that either they were expecting it to blow up or they were going to shoot it down – but that's pure speculation. »
25. ↑  « I heard the plane going over and I went out the front door and I saw the plane going down. It was headed toward the school, which panicked me, because all three of my kids were there. Then you heard the explosion and felt the blast and saw the fire and smoke. »
26. ↑  « It was low enough, I thought you could probably count the rivets. You could see more of the roof of the plane than you could the belly. It was on its side. There was a great explosion and you could see the flames. It was a massive, massive explosion. Flames and then smoke and then a massive, massive mushroom cloud. »
27. ↑  « I think an act of heroism just took place on that plane. »